# 雙子座39
雙子座39，又名BD+26 1405，HD 51530、SAO 78929、HR 2601，是雙子座的一颗恒星，视星等为6.1，位于銀經190.09，銀緯13.07，其B1900.0坐标为赤經6h 52m 37.6s，赤緯+26° 13.07′ 45″。